# Jindřich Janečka
Jindřich Janečka (* 14. dubna 2004 Brno) je český boxer, šestinásobný mistr České republiky (v různých věkových kategoriích), reprezentant České republiky, vítěz mezinárodních boxerských turnajů a zápasník v judu. 

## Život
Jindřich Janečka pochází z Brna a bojovým sportům se věnoval od dětství. V roce 2016 získal žákovský titul přeborníka České republiky v judu. V témže roce  začal s boxem v klubu Kometa Brno pod vedením Lea Nováčka ve spolupráci s Vítem Králem, který se stal jeho hlavním trenérem. V extralize v boxu bojoval také za Boxing club Ostrava. V 17 letech, v roce 2022, jako juniorský mistr České republiky vyzval k souboji úřadujícího mistra České republiky mužů Tomáše Bureše a zvítězil nad ním. V roce 2023 se stal tváří první CUPRA Garage v České republice. Je absolvent gymnázia v Brně na Vídeňské.

## Sportovní kariéra
- 2018 
  - mistr České republiky, školní mládež, kategorie 62 kg, vítězství RSC[4] (vítězství ukončením utkání ringovým rozhodčím).
- 2020
  - mistr České republiky, kadeti, kategorie 75 kg, vítězství vzdáním soupeř,[5]
  - 5. místo na mistrovství Evropy kadetů,[6]
  - vítěz turnaje Olympijských nadějí,[7]
- 2021
  - mistr České republiky, junioři, kategorie 75 kg, vítězství na body 5:0,[8]
  - vítěz mezinárodního turnaje IBA Maribor Cup,[9]
  - účastník mistrovství Evropy juniorů.
- 2022
  - mistr České republiky, junioři, kategorie 80 kg, vítězství RSC,[10]
  - účastník mistrovství Evropy juniorů,
  - 2. místo na turnaji IBA Danas Pozniakas,[11]
  - 2. místo na evropském IBA turnaji Memoriál Júlia Tormy.[12]
- 2023
  - mistr České republiky, muži, kategorie 80 kg, vítězství na body,[13]
  - účastník Evropských her v Krakově 2023[14] po nominaci Českým olympijským výborem.
- 2024
  - bronzová medaile z 54. ročníku mezinárodního turnaje Grand Prix města Ústí nad Labem 2024[15], kde prohrál s čínským reprezentantem, vicemistrem světa z roku 2023 a vítězem Asijských her 2022 Tanglatihanem Tuohetaerbiekem,
  - mistr České republiky, muži, kategorie 80 kg, vítězství na body,[16][17]
  - vítěz mezinárodního turnaje IBA O zlaté rukavice Visly.[18]

| „                                                                                 | V hmotnostní kategorii do 80 kg zvítězil Jindřich Janečka, který si s přehledem pohlídal celý průběh zápasu a byl lepším boxerem v každém kole a zvítězil na body nad Michalem Bartůňkem. | “ |
| — Zdeněk Plíva o finálovém zápase 2024, oficiální stránky České boxerské asociace | |   |

## Kultura
Jindřich Janečka si zahrál ústřední roli v klipu rapera ICKO v písni JAB, JAB, která byla vydána 15. května 2023. V závěru písně (2:44) pózuje se všemi svými medailemi. Klip se umístil v populárních TOP žebříčcích a na YouTube má 68 000 zhlédnutí.

## Galerie
- Jindřich Janečka s mistrovským pásem mistra České republiky mužů v polotěžké váze
- Jindřich Janečka s pásy mistra České republiky mužů v polotěžké váze